# Ghjuvanni Quilichini
Ghjuvanni Quilichini (* 1. September 2002 in Ajaccio) ist ein französischer Fußballtorwart.

## Karriere
Quilichini begann seine fußballerische Ausbildung bei mehreren kleineren korsischen Vereinen, ehe er 2017 in die Jugend des SC Bastia wechselte. Nur eine Saison darauf unterschrieb er in seiner Geburtsstadt, beim AC Ajaccio. Dort spielte er zunächst viel in der Jugend und nebenbei schon ein wenig in der zweiten Mannschaft in der National 3. Nachdem er in der Saison 2021/22 bereits einige Male im Spieltagskader der Korsen stand, unterschrieb er Anfang Juli 2022, nach dem Aufstieg in die Ligue 1 der Profimannschaft, seinen ersten Profivertrag und wurde dritter Torwart des Vereins. Nachdem er am achten Spieltag der Saison 2022/23 das erste Mal überhaupt im Kader der ersten französischen Liga stand, wurde er nach einer Verletzung des Stammtorwarts Benjamin Leroy bereits in den ersten zehn Minuten des Spiels eingewechselt und debütierte somit im Profibereich. Bei dem 1:0-Auswärtssieg schaffte er es ohne Gegentor zu bleiben. Dies blieb seitdem seine einzige Partie bei den Profis und er kehrte ins Reserveteam zurück. Am 11. März 2024 wurde der Torhüter dann bis zum Saisonende an den Drittligisten US Avranches verliehen.